# Voivodato de Malbork
El voivodato de Malbork (en polaco: Województwo malborskie) fue una división administrativa y gobierno local en el Reino de Polonia desde 1454/1466 hasta las particiones en 1772-1795. Junto con los voivodatos de Pomerania y Chełmno y el Príncipe-Obispado de Varmia formó la histórica provincia de Prusia Real. Su capital estaba en Marienburgo (Malbork).

## Historia

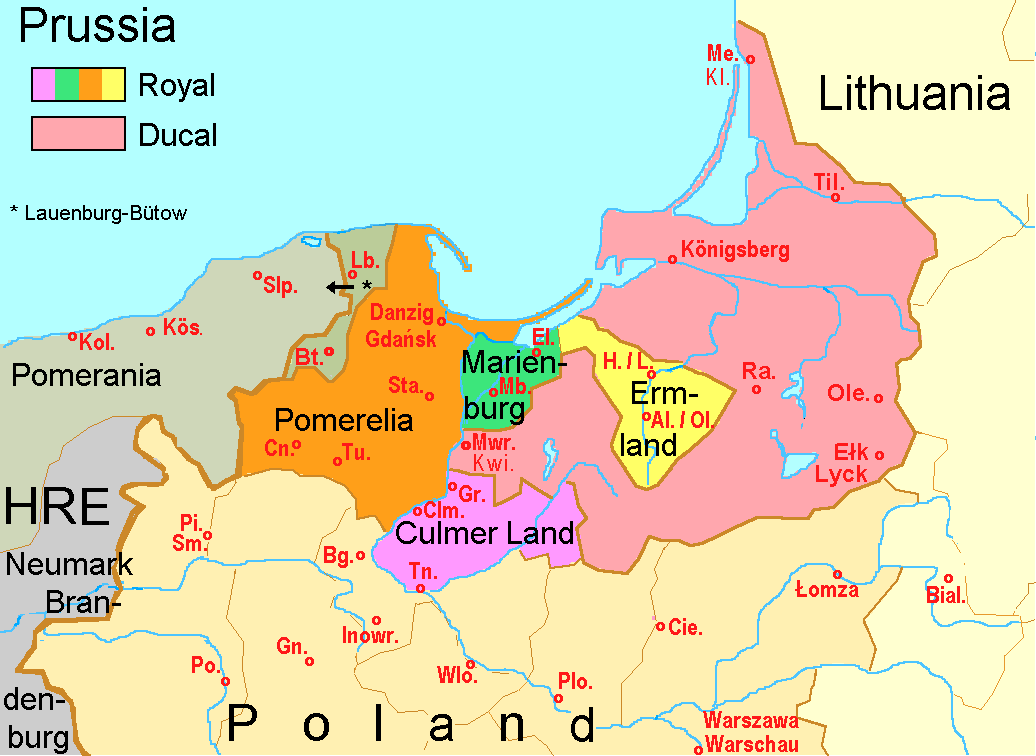
Tierras prusianas en 1525. En verde Marienburg (Malbork).

Después de que los Caballeros Teutónicos durante el siglo XIII conquistaran los territorios prusianos y los incorporaran al Estado de la Orden, el castillo de Marienburgo sirvió como sede de los Grandes Maestres. Después de la batalla de Grunwald de 1410, los caballeros pudieron resistir una vez más el asedio polaco de Marienburgo. Sin embargo, tras la sublevación de la Confederación Prusiana en 1454 (en la que no participó Marienburgo) y el estallido de la guerra de los Trece Años con el Reino de Polonia, tuvieron que retirarse a Königsberg y tras su derrota final perdieron el castillo y la territorio circundante en la segunda Paz de Thorn de 1466.
El rey Casimiro IV Jagellón de Polonia anexó el territorio y estableció el voivodato de Marienburgo, incluidas las ciudades de Elbing (Elbląg), Stuhm (Sztum) y Christburg (Dzierzgoń). Desde la Unión de Lublin de 1569, las Tierras de la Corona polaca formaban parte de la Mancomunidad polaco-lituana. El castillo de Marienburgo fue ocupado dos veces por tropas del Imperio sueco: durante la guerra de los Treinta Años 1626-1629 y nuevamente desde 1656 hasta 1660 durante la segunda Guerra del Norte. En 1772, Prusia anexó el voivodato en la primera partición de Polonia y pasó a formar parte de la recién establecida provincia de Prusia Occidental al año siguiente.
Zygmunt Gloger en su monumental libro "Geografía histórica de las tierras de la Antigua Polonia" ofrece esta descripción del voivodato de Malbork:

El más pequeño de los tres voivodatos de la Prusia polaca, se dividió en cuatro condados: Sztum, Kiszpork, Elblag y Malbork. Los starostas locales residían en Kiszpork, Sztum, Tolkmicko y otros lugares. Los sejmiks y los tribunales no estaban ubicados en Malbork, sino en Sztum, que a su vez estaba gobernado por el starosta de Kiszpork. En los sejmiks, la nobleza local eligió ocho diputados para el Sejm prusiano, por ejemplo, dos de cada condado (...) El escudo de armas del voivodato de Malbork era casi idéntico al del voivodato de Chełmno, con diferencias en el color del águila. El Sejm prusiano tenía lugar alternativamente en Malbork y Grudziądz.

## Administración
Asiento del gobernador del voivodato (wojewoda):
- Malbork

Lista de voivodas:
- Ścibor Bażyński /Stibor (Tiburcius) von Baysen 15 de junio de 1467 - 1480
- Mikołaj Bażyński / Niklas von Baysen 23 de febrero de 1481 - 27 de marzo de 1501
- Maciej Raba 21 de agosto de 1512-1546
- Achacy Czema 1546 - 24 de mayo de 1564
- Fabian Czema 1566-1580
- Fabian Czema (más joven) 1581-22 de agosto de 1605
- Jerzy Kostka 1605-1611
- Stanisław Działyński 1611–1615
- Jan Wejher 1615–1618
- Estanislao Konarski 1618-1625
- Samuel Żaliński 3 de noviembre de 1625 - 6 de octubre de 1629
- Samuel Konarski 30 de noviembre de 1629-1641
- Mikołaj Wejher 11 de octubre de 1641 - 20 de mayo de 1643
- Jakub Wejher 20 de mayo de 1643 - 21 de febrero de 1657
- Stanisław Działyński 30 de marzo de 1657-1677
- Jan Ignacy Bąkowski 1677–1679
- Jan Gniński 1679
- Franciszek Jan Bieliński 1681-1685
- Ernest Denhoff 1685–1693
- Władysław Łoś 1694
- Jan Jerzy Przebendowski 17 de septiembre de 1697 - 9 de febrero de 1703
- Piotr Kczewski 9 de febrero de 1703 - 20 de noviembre de 1722
- Piotr Przebendowski 21 de noviembre de 1722-1755
- Jakub Działyński 27 de mayo de 1756 - 17 de septiembre de 1772

Consejo regional (sejmik generalny):
- Stuhm

El voivodato se dividió en cuatro powiats (condados o divisiones administrativas):
- Condado de Sztum, (Powiat Sztumski),
- Condado de Kiszpork, (Powiat Kiszporski),
- Condado de Elbląg, (Powiat Elbląski),
- Condado de Malbork, (Powiat Malborski).